# Bazarnes
Bazarnes é uma comuna francesa na região administrativa de Borgonha-Franco-Condado, no departamento de Yonne. Estende-se por uma área de 19,15 km². Em 2010 a comuna tinha 427 habitantes (densidade: 22,3 hab./km²).